# Rue Debelleyme
Rue Debelleyme je ulice v Paříži v historické čtvrti Marais. Nachází se ve 3. obvodu.

## Poloha
Ulice vede v půlkruhu od křižovatky s Rue de Turenne u domu č. 83 a končí na křižovatce se stejnou ulicí u domu č. 111. Tato neobvyklá trasa představuje přibližné umístění nerealizovaného projektu krále Jindřicha IV., kterým bylo půlkruhové náměstí Place de France. Na tento projekt odkazují i sousední ulice, které nesou jména francouzských historických provincií jako Rue de Poitou, Rue de Bretagne, Rue du Perche aj.

## Historie
Ulice vznikla na základě dekretu z 2. října 1865 spojením čtyř ulic (Rue de Périgueux, Rue de Limoges, Rue de l'Échaudé-au-Marais, Rue Neuve-Saint-François) pod názvem Rue Debelleyme. Louis-Marie de Belleyme (1787–1862) byl policejní prefekt za Karla X.

## Zajímavé objekty
- dům č. 5: cenný portál a schodiště
- dům č. 7: sídlo Galerie Thaddaeus Ropac
- dům č. 9: palác ve stylu Ludvíka XIII.
- dům č. 19: dům s portálem a schodištěm ve stylu Ludvíka XIII.
- dům č. 30: starý dům s vimperkem.